# Eroica (1958)
Eroica (Originaltitel: Eroica – Symfonia bohaterska w dwóch częściach, dt.: Eroica – Eine Heldensymphonie in zwei Teilen) ist ein zweiteiliger Episodenfilm des polnischen Regisseurs Andrzej Munk aus dem Jahr 1958. Der Film feierte am 4. Januar 1958 Premiere in Polen.
Der Film wurde in der DDR am 3. April 1964 von der Verleihfirma Neue Filmkunst erstmals unter dem Titel Eroica – Polen 44 aufgeführt und in der Bundesrepublik am 7. November 1966 im ZDF ausgestrahlt.

## Handlung
Die beiden Episoden des Films (Episode 1: Scherzo alla Polacca, Episode 2: Ostinato lugubre) erzählen von Ereignissen während des Warschauer Aufstandes bzw. vom Schicksal inhaftierter polnischer Offiziere in einem deutschen Kriegsgefangenenlager in der Zeit nach dem Aufstand. Sie basieren auf den Kurzgeschichten Węgrzy (dt.: Die Ungarn) und Ucieczka (dt.: Die Flucht) des polnischen Autors Jerzy Stefan Stawiński, der auch für das Drehbuch des Films verantwortlich war.
Eine dritte Episode (Con Bravura), die auf Stawińskis Kurzgeschichte Zakonnica (dt.: Die Nonne) basiert und den Film ursprünglich einleiten sollte, wurde zwar gedreht, später aber von Munk als künstlerisch unzureichend angesehen und daher nicht in die finale Fassung integriert.

## Hintergrund
Der Titel Eroica und die musiktheoretischen Begriffe (Scherzo, Ostinato, Bravura) in den Titeln der einzelnen Episoden nehmen Bezug auf Beethovens 3. Sinfonie, die ebenfalls den Beinamen Heldensymphonie bzw. Eroica trägt, und die allgemeine Struktur einer Sinfonie (die aus drei oder klassisch vier eigenständigen Sätzen besteht). Beethoven hatte seine Sinfonie ursprünglich zu Ehren Napoleons verfasst, den er für einen heldenhaften Verfechter der Ideale der Französischen Revolution hielt, seine Widmung aber zurückzog und den Wandel Napoleons vom Helden zum Tyrannen beklagte, nachdem er von dessen Selbstkrönung zum Kaiser erfuhr. Wie die Handlung des Films selbst erzählt damit auch der Titel von falschen und gescheiterten Heldenmythen im kollektiven Bewusstsein einer jeweiligen Epoche. Dass die eigentlich geplante dritte Episode nicht mit in den Film eingebunden wurde, verstärkt den Eindruck einer unvollkommenen Sinfonie, die mit dem Scherzo beginnt und dann in einem traurigen (lugubre) Ostinato abrupt endet.

## Rezeption
Der Film erhielt 1959 den FIPRESCI-Preis beim Festival Internacional de Cine de Mar del Plata. Die Kino-Zeitschrift Cinema schrieb, Munk spiele in dieser „bittere Groteske“ mit dem „Schrecken“. Insgesamt sei der Film nur schwer verdaulich, jedoch würde dies „die leise Ironie“ etwas abmildern.